# صاروخ مضاد للإشعاعات

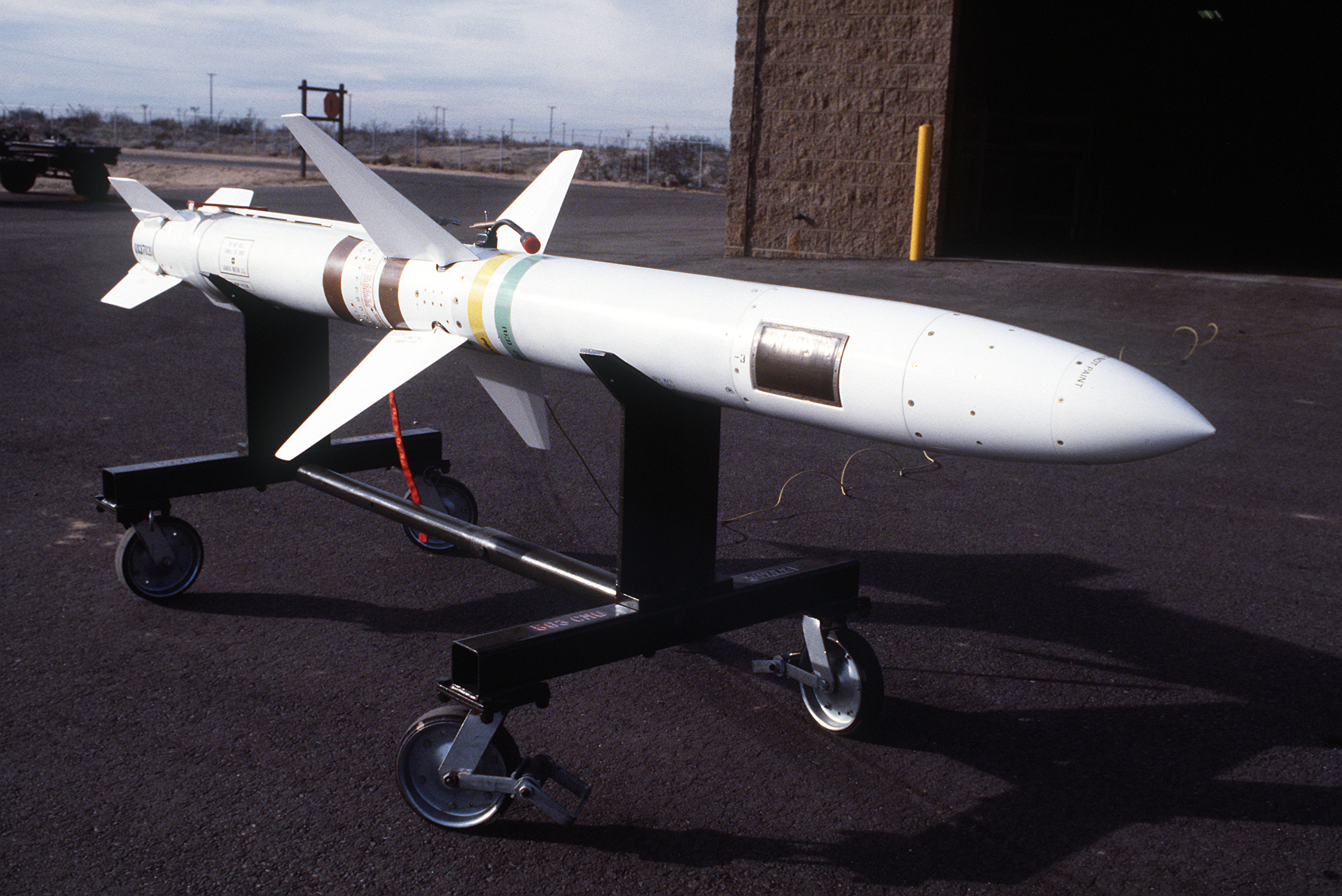
الصاروخ جو-جو إيه جي إم-45 شرايك الأمريكي المضاد للرادار.

صاروخ مضاد للإشعاعات (إنجليزية: (Anti-radiation missile - (ARM) هو صاروخ موجه يهدف لالتقاط وتدمير الأهداف التي تصدر انبعاثات على شكل موجات راديو. تصمم هذه الصواريخ بشكل أساسي لتدمير رادارات العدو إلا أنه من الممكن أن تستهدف هذه الصواريخ وسائل التشويش وأجهزة الراديو المستخدمة في الاتصالات أيضا.

## جو-أرض

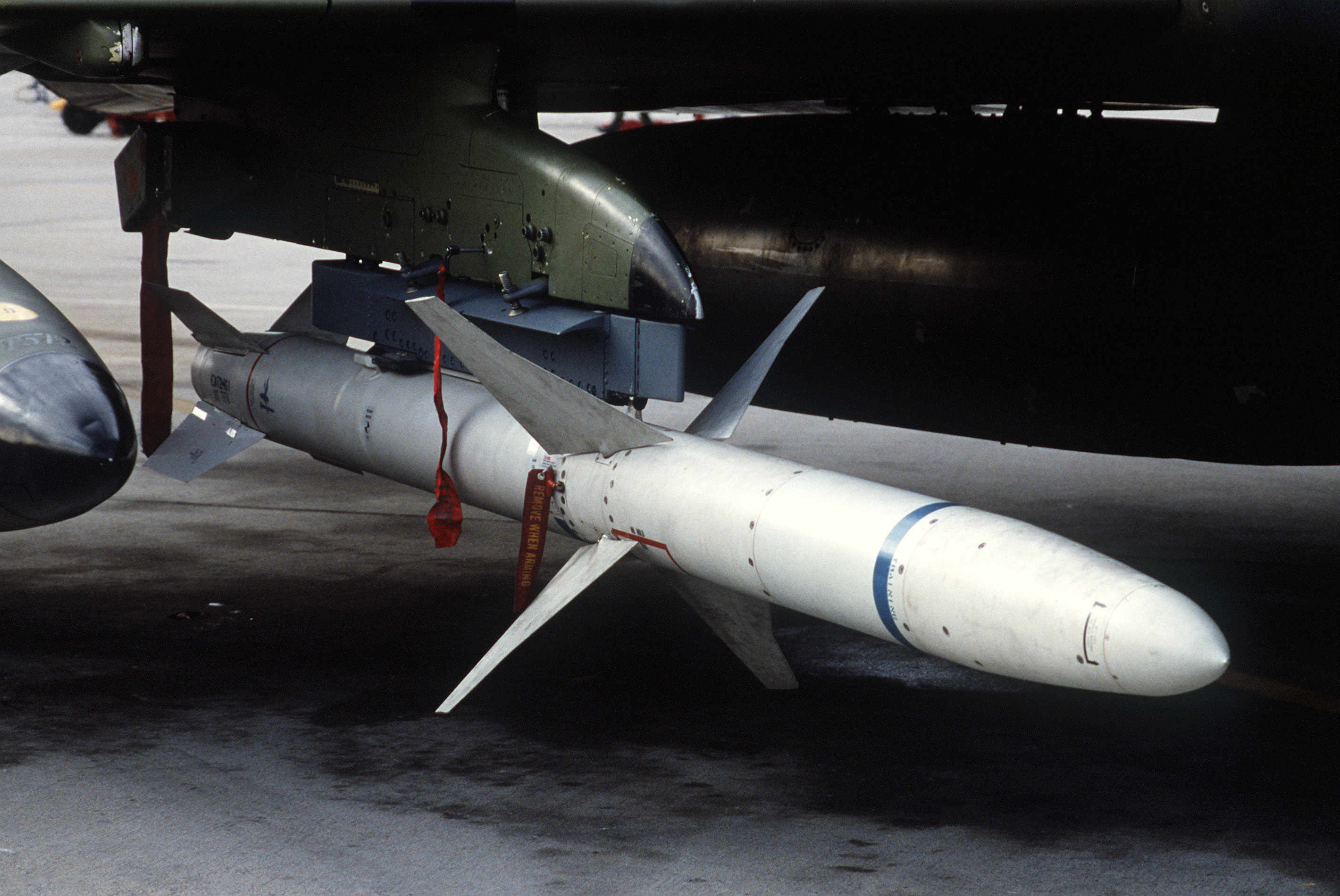
منظر لصاروخ AGM-88 HARM عالي السرعة مضاد للإشعاع مثبت أسفل جناح طائرة F-4G Phantom II "Wild Weasel" التابعة للجناح التكتيكي المقاتل رقم 37.

صممت معظم الصواريخ المضادة للإشعاعات لتستخدم ضد الرادارات المتمركزة على الأرض. حملت هذه الصواريخ طائرات متخصصة في تدمير الدفاعات الجوية، كان الهدف الرئيسي لهذا النوع من الصواريخ هو تحييد وتدمير الدفاع الجوي للعدو في بداية أي صراع ليتسني لطائرات الهجوم الأرضي بعد ذلك النجاح في تدمير الأهداف الأرضية الأخرى. كما تستخدم في الهجوم على مواقع الصواريخ أرض-جو التي تكون غير معلومة خلال أحد الغارات مثلا. كما تحمل الطائرات التي ترافق طائرات الهجوم الأرضي بجانب الصواريخ المضادة للرادار قنابل عنقودية وفائدتها أنه بعد أن يتم تدمير رادار العدو، يتم تدمير الصواريخ نفسها ومعدات الإطلاق ومركز القيادة لضمان أن لا يمثل الموقع أي تهديد.
لم تكن الأجيال الأولي من الصواريخ المضادة الإشعاعات مثل إيه جي إم-45 شرايك ذكية وكان من الممكن أن تضل هدفها بسهولة إذا أطفأ مشغلو موقع السام الرادار ما أن يطلق عليهم الصاروخ ومن ثم يضل الصاروخ عن هدفه ثم يعيدوا تشغيل الرادار بعد ذلك مما أضعف بشدة من فعالية الصاروخ. أدى هذا إلى تطوير أنواع أحدث من الصواريخ مثل إيه.جي.إم-78 ستاندرد وإيه جي إم-88 هارم والذين استخدموا توجيه بالقصور الذاتي مما يجعلهم «يتذكروا» موقع الرادار إذا أطفأ ويستمروا بالإتجاه نحوه. يصبح من الصعوبة أن يصيب الصاروخ هدفه إذا أطفئ الرادار بسرعة، وكلما طالت مدة إغلاق الرادار زادت فرص أن يضل الصاروخ عن هدفه. إلا أن السرعة العالية والمحركات التي لا تصدر دخان للصواريخ الحديثة مثل الهارم يجعل الصاروخ يقطع مسافة كبيرة نحو الهدف من قبل أن يكتشف أي أحد أن صاروخا قد أطلق باتجاه موقعهم. يعطي هذا الصاروخ نسبة أعلى بكثير لتدمير الرادار في هذه الظروف وحتى لو أطفئ الرادار بشكل مؤقت فهذا يعطي ميزة كبرى للطائرات الأخرى الصديقة التي تقوم بهجمات خلال المعركة.